# 梅田智江
梅田 智江（うめだ さとえ、1945年1月27日 - 2008年7月31日） は、日本の詩人。
日本国内外を旅して精力的に詩作を行なう。個人のホームページ『赤玉（あかだま）』では詩、水彩画、旅の写真、ブログを展開していた。師事した金子光晴に関する著作も多い。
他の詩人との往復詩誌に、『オナリ』『笑うオットセイ』『裸のからだ』『金無垢大歓喜』『屁ぇせい！枯れすすき』『立川暴徒ルズ』などがある。個人誌に、『AKADAMA』『ぶちくん』など。

## 経歴
1945年生まれ。
1967年、愛知教育大学卒業。
1969年、東大和市立小教諭。詩誌『うむまあ』創刊に立ちあう。
1970年、竜の子プロダクション企画文芸部就職、アニメーション『昆虫物語 みなしごハッチ』脚本を一部担当。
1996年、「SO ALONE」で第1回中原中也賞候補。
2008年、神奈川県平塚市にて、膵臓癌で急逝。

## 主な作品

### 詩集
- 『外は雨』（飯塚書店、1970年）
- 『草の上の魚』（うむまあ会、1973年）
- 『不器用な椅子』（れんが書房新社、1984年）
- 『また森へ』（木靴の会、1987年）
- 『変容記』（沖積舎、1990年）
- 『SO ALONE』（アトラス書館、1995年）
- 『梅田智江詩集』（右文書院、2008年）

### 絵本
- 『けんたの人形』（童心社、1978年）
- 『ふ・ふ・ふ』（廣済堂あかつき、2016年）

### 紙芝居
- 『はずかしがりやのだまりんちゃん』（童心社、1979年）
- 『ごめんね　だまりんちゃん』(童心社、1979年)
- 『だまりんちゃんだいかつやく』(童心社、1979年)